# Nsanje
Nsanje är en distriktshuvudort i Malawi. Den ligger i distriktet  Nsanje och regionen Southern Region, i den södra delen av landet, nära gränsen till Moçambique. Nsanje ligger 55 meter över havet och antalet invånare är 21 774.
Terrängen runt Nsanje är platt åt sydost, men åt nordväst är den kuperad. Omgivningarna runt Nsanje är huvudsakligen savann och bakom gränsen finns våtmarker.